# Carlo Cavalli (1799-1860)
Carlo Cavalli (Santa Maria Maggiore, 5 dicembre 1799 – Santa Maria Maggiore, 23 dicembre 1860) è stato un politico italiano.

## Biografia
Fu Deputato del Regno di Sardegna in due legislature per il collegio di Domodossola I.